# Kalevalaseura
Kalevalaseura  (in italiano Società del Kalevala) è una fondazione finlandese nata nel 1911 che è stata creata con l'obiettivo di promuovere le attività scientifiche e artistiche legate al Kalevala e alla tradizione culturale nazionale finlandese.

## Storia
Il poema Kalevala è stato fonte di ispirazione, nel 1911, per gli artisti Alpo Sailo e Akseli Gallen-Kallela, l'esperto di folklore Väinö Salminen e il professor En Setälä per creare una struttura associativa in grado di promuovere la cultura e la scienza del proprio Paese. Nel 1919, venne formalizzata ufficialmente Kalevalaseura come fondazione. In epoca contemporanea, Kalevalaseura ha collaborato, assieme ad altri enti, alla protezione di villaggi della Carelia russa e alla tutela ambientale dei tipici paesaggi finlandesi.